# Usina Hidrelétrica de Moxotó
A Usina Hidrelétrica de Moxotó, construída em 1971, está localizada a cerca de três quilômetros a montante do barramento das Usinas Paulo Afonso I, II e III, no município alogoano de Delmiro Gouveia.
Foi inaugurada em 1975. Em 1983, passou a ser chamada Usina Apolônio Sales, em homenagem a Apolônio Jorge de Faria Sales (1904-1982) que foi ministro do Governo Getúlio Vargas, senador da República e presidente da Chesf.

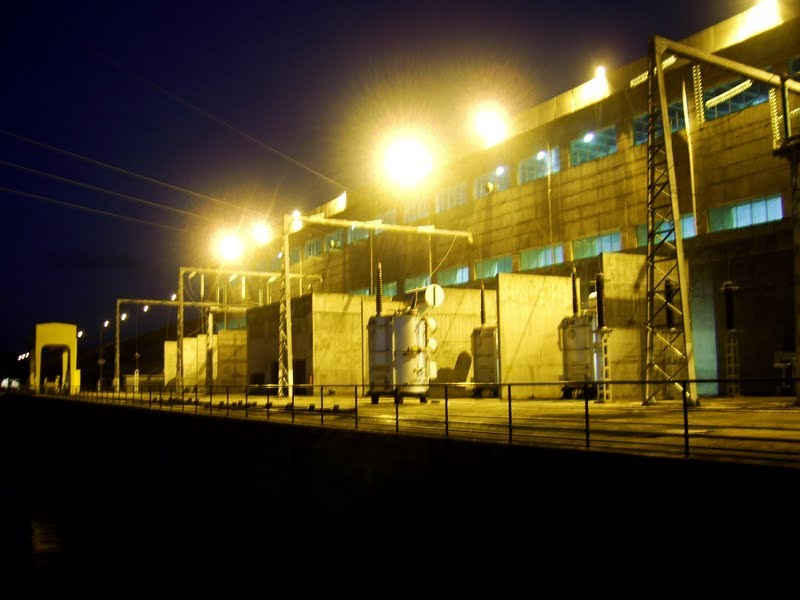
São 6 os tranformadores elevação.

Sua construção e operação formou um reservatório de 100 quilômetros quadrados, acumulando 1,2 bilhão de metros cúbicos de água, totalizando uma potência instalada de 440.000 quilowatt.
Atualmente a potência total gerada não deve ultrapassar 400.000 quilowatt com a finalidade de evitar o aumento de problemas estruturais existentes.